# Esparta
Esparta è un comune dell'Honduras facente parte del dipartimento di Atlántida.
Il comune è stato istituito il 2 settembre 1902 con parte del territorio del comune di Tela.